# جواو أموريم (لاعب كرة قدم برتغالي)
جواو أموريم هو لاعب كرة قدم برتغالي في مركز الدفاع، ولد في 30 سبتمبر 1991 في لشبونة في البرتغال. لعب مع أورينتال دي لشبونة ‏.

## وصلات خارجية
- جواو أموريم (لاعب كرة قدم برتغالي) على موقع قاعدة بيانات كرة القدم.إي يو (الإنجليزية)
- جواو أموريم (لاعب كرة قدم برتغالي) على موقع Soccerway.com (الإنجليزية)